# Agência Espanhola de Proteção de Dados
A Agência Espanhola de Proteção de Dados (AEPD, em Espanhol: Agencia Española de Protección de Datos)) é uma agência do governo da Espanha.

## Base jurídica e fundação
A AEPD foi criada pelo Decreto Real 428/1993 de 26 de março, emendado pela Lei Orgânica 15/1999, que tratava sobre a proteção de dados pessoais. Esta alteração implementou a Diretiva 95/46/CE. A agência foi criada nos termos da Constituição espanhola de 1978, artigo 18.4, que afirmaria que "a lei deve restringir o uso da informática, a fim de proteger a honra e a privacidade pessoal e familiar dos cidadãos espanhóis, bem como o pleno exercício dos seus direitos ", conforme elaborado pela Lei Orgânica 5/1992. Na contemporaneidade, temos que com o advento do Regulamento Geral sobre a Proteção de Dados (UE) 2016/679 e sua respectiva transposição ao ordenamento jurídico espanhol por intermédio da Lei Orgânica 3/2018 de 5 de dezembro, importantes alterações ocorreram no regime jurídico da entidade a fim de modernizá-la e adequá-la à nova realidade social e digital europeia.

## Atividades principais
A AEPD é uma autoridade de direito pública que goza de "independência absoluta da Administração Pública". É responsável por:
- Divulgação da informação sobre suas atividades e o direito à proteção de dados pessoais (incluindo 450 entrevistas e 850 "impactos" na mídia)
- Assistência direta em resposta a consultas de cidadãos (47.741 em 2007)
- Procedimentos para proteger os direitos dos indivíduos para acessar, retificar, cancelar e objetar. Os mais comuns são processos para cancelar (62%) e acessar (32%)
- Registro de sistemas de arquivamento (1.017.266 total de entradas)
- Procedimentos de inspeção e sanção (399 procedimentos de sanção foram resolvidos com 19,6 milhões de euros em multas)
- Advocacia regulada pelo Real Decreto 1720/2007
- Cooperação com organismos internacionais e com as comunidades autónomas da Catalunha, do País Basco e de Madrid
- Avaliação de riscos emergentes, incluindo dados pessoais na Internet, generalização de sistemas de videovigilância, monitoramento do empregador por meio de videovigilância, biometria e uso da Internet, e intensificação dos fluxos de dados internacionais

Em resposta ao último ponto, o AEPD acrescentou:
- Desenvolver procedimentos que permitam a proteção de direitos autorais de maneira compatível com o direito fundamental à proteção de dados
- Regulamentar a publicação anônima de sentenças aprovadas pelos tribunais de justiça
- Regulamentar os sistemas internos de denúncia de irregularidades disponíveis aos trabalhadores dentro das empresas, descrevendo as atividades em que pode ser necessário estabelecer estes sistemas e garantindo a confidencialidade dos relatórios e os direitos dos que são reportados
- Desenvolvimento de planos específicos de políticas públicas para a proteção de menores na Internet
- Maior cautela a fim de evitar o indesejável intercâmbio de dados pessoais sensíveis na Internet via rede P2P
- Promover a auto-regulação entre os meios de comunicação para garantir a privacidade e a proteção dos dados pessoais, incentivando mais respeito pela utilização em relação às disposições em matéria de proteção de dados.
- Ações de orientação aos cidadãos em relação ao uso de garantias de confidencialidade para os destinatários de e-mails
- Planejar o fomento de boas práticas em termos de garantia de privacidade nos jornais e diários oficiais, adotando medidas que, sem afetar seu propósito, limitem a coleta de informações pessoais pelos mecanismos de busca da Internet.
- Estratégia Local destinada a adequar a instalação de câmeras de controle de tráfego às disposições sobre a proteção de dados pessoais

## Casos notáveis
A AEPD vem conduzindo investigações anti-spam desde 2004, colaborando com agências estrangeiras como a Federal Trade Commission dos Estados Unidos.
O AEPD entrou em conflito com a Google sobre informações coletadas de redes Wi-Fi, como imagens do Google Street View, afirmando que "foi verificado que os dados sobre a localização de redes Wi-Fi, com a identificação de seus proprietários e dados pessoais de natureza diversa em comunicações, como nomes e sobrenomes, mensagens associadas a tais contas e serviços de mensagens, ou códigos de usuários ou senhas" foram coletadas.  Também exigiu a remoção de aproximadamente 90 nomes dos resultados da pesquisa, alegando um "direito de ser esquecido". O Google está contestando as duas ações.